# Exechonella horrida
Exechonella horrida is een mosdiertjessoort uit de familie van de Exechonellidae. De wetenschappelijke naam van de soort is, als Anarthropora horrida, voor het eerst geldig gepubliceerd in 1888 door Kirkpatrick.